# Симоне Пјаниђани
Симоне Пјаниђани (итал. Simone Pianigiani, Сијена, 31. мај 1969) италијански је кошаркашки тренер. Тренутно је без ангажмана.

## Биографија
Пјаниђани је деби као самостални тренер имао 2006. године. када је преузео екипу Монтепаски Сијене. У наредних шест сезона са овим клубом је освојио петнаест националних трофеја — шест узастопних титула првака Италије, четири купа и пет суперкупова. Такође је успео да два пута одведе клуб на фајнал фор Евролиге. У лето 2012. је преузео турски Фенербахче. На клупи овог клуба се задржао до фебруара 2013, када је дао оставку због приватних разлога. Са Фенером је освојио Куп Турске. У јуну 2016. преузео је Хапоел из Јерусалима. Са израелским клубом је провео једну сезону, у којој је освојио два национална трофеја — првенство и лига куп. У јуну 2017. преузео је Олимпију из Милана. Водио је наредне две сезоне клуб из Милана и освојио једно првенство и два Суперкупа Италије.
Био је тренер кошаркашке репрезентације Италије од 2009. до 2015. године. Водио је Италију на три Европска првенства — 2011, 2013. и 2015. године.

## Тренерски успеси

### Клупски
- Монтепаски Сијена:
  - Првенство Италије (6): 2006/07, 2007/08, 2008/09, 2009/10, 2010/11, 2011/12.
  - Куп Италије (4): 2009, 2010, 2011, 2012.
  - Суперкуп Италије (5): 2007, 2008, 2009, 2010, 2011.
- Фенербахче:
  - Куп Турске (1): 2013.
- Хапоел Јерусалим:
  - Првенство Израела (1): 2016/17.
  - Лига куп Израела (1): 2016.
- Олимпија Милано:
  - Првенство Италије (1): 2017/18.
  - Суперкуп Италије (2): 2017, 2018.